# Lachemilla verticillata
Lachemilla verticillata är en rosväxtart som först beskrevs av Field. och Gardn., och fick sitt nu gällande namn av Werner Hugo Paul Rothmaler. Lachemilla verticillata ingår i släktet Lachemilla och familjen rosväxter. Inga underarter finns listade i Catalogue of Life.